# 接近太阳
《接近太阳》是由Storm in a Teacup开发的第一人称恐怖生存解密游戏。故事设定在1890年，尼古拉·特斯拉在公海建造一艘巨轮“太阳神号”，开展关于时间的科学研究，他的研究突破了物质和时间，但不为世人所知。玩家将扮演记者阿切尔·蘿絲（Archer·Rose）登上巨轮寻找失踪的妹妹艾达（Ada）。游戏于2019年5月2日年通过Epic商店于Windows平台上架，2019年10月29日登陆PlayStation 4、Xbox One、任天堂Switch。

## 场景及玩法
游戏设定在太阳神号巨轮上，场景非常宏大，涉及车站、办公区、隔离区、引擎室、实验室等多个不同的场景，同时包含暴力血腥场景。另外场景渲染恐怖气氛浓厚，墙上的血迹和地上的尸体随处可见。
游戏玩法以探索解密为主，但在被追逐时只能逃跑,逃跑過程中可按縮放鍵回頭觀看敵人，而逃跑方向不受影響。

## 剧情
著名科学家尼古拉·特斯拉在海上建立一艘超级轮船，并在其上开展关于时间的科学实验。实验发生事故，“异能”遭到泄露，船上人员遭到屠杀。记者阿切尔·蘿絲（Archer·Rose）登上巨轮寻找失踪的妹妹，实验的主导者艾达（Ada）。最终艾达牺牲，蘿絲携带着她的研究成果逃出巨轮。游戏共十章，全部为希腊神话命名。

### 角色
- 阿切爾·蘿絲(Archer Rose) － 玩家扮演的游戏主人公，记者，为寻找失踪的妹妹来到游轮上，擁有一个可以与船上人员交流的对讲机，她逐渐解开游轮上的秘密，最終成功逃出。
- 阿切爾·艾達(Archer Ada) － 蘿絲的妹妹，顶尖物理学家，喜欢下象棋。受到特斯拉邀请登上太阳神号开展科学研究，与特斯拉一起欣赏过船上的剧院表演。她将研究成果藏匿在了自己的房间和剧院舞台下的密室中，但被阿爾伯里陷害困在生物實驗室,並遭到泄漏的“异能”杀死。
- 尼古拉·特斯拉(Nikola Tesla) － 杰出物理学家，太阳神号的建造者。救下蘿絲一命并帮助蘿絲带着研究成果逃离太阳神号。
- 阿尔伯里(Aubrey) － 船上的一名科学家，前期表面上處處幫助蘿絲,但實質上一直监视，并欺骗蘿絲,且為陷害艾達死亡的罪魁禍首。在最後一章之中被嚴重燒傷的路德維格用刀刺死。
- 路德維格(Ludwig) － 遊戲中追殺蘿絲的敵人之一,追殺過程中意外因崩塌掉入火坑並遭嚴重燒傷；結尾再次追殺蘿絲並將她的右手用刀釘穿在桌上，隨後下樓殺害阿爾伯里並挾持特斯拉,但馬上就被蘿絲抓準時機用電線電死。

## 评价
游戏在Epic Games上平均分为6.4分。